# Isola Rjabinnik
L'isola Rjabinnik (in russo остров Рябинник) è un'isola russa, bagnata dal mar Baltico.
Amministrativamente fa parte del Vyborgskij rajon dell'oblast' di Leningrado, nel Distretto Federale Nordoccidentale.

## Geografia
L'isola è situata nel golfo di Finlandia, nella parte orientale del mar Baltico, a 11 km dal confine russo-finlandese. Dista dalla terraferma, nel punto più vicino (capo Urpalanmatala (мыс Урпаланматала) a nordest), circa 2,6 km.
Rjabinnik è una piccola isola di forma irregolare, orientata in direzione nord-sud. Misura circa 325 m di lunghezza e 150 m di larghezza massima al centro. Raggiunge un'altezza massima di 5,5 m s.l.m.
Su Rjabinnik si trova un faro (la torre anteriore) di 15 m d'altezza; con un piano focale a 16 m e dà un lampo bianco che rimane acceso e spento alternativamente per 1 sec. Un secondo faro con lo stesso nome (la torre posteriore) si trova 3,1 km a ovest-sudovest, sull'isola Malaja Otmel' (остров Малая Отмель), è alto 37 m con un piano focale a 47 m e dà un lampo bianco che rimane acceso e spento alternativamente per 2 sec.
L'isola è inserita nella sezione 4 della "Riserva naturale dell'Ingermanland",

## Isole adiacenti
Nelle vicinanze di Rjabinnik si trova:
- Isola Tuman (остров Туман), 4,5 km a nordest, è un'isola ovale all'imboccatura della baia Čistopol'skaja (бухта Чистопольская); è lunga 570 m e larga 150 m. (60°29′58″N 28°02′38″E)

Inoltre, Rjabinnik si trova all'estremità orientale del numeroso gruppo di isole situato nei pressi del confine russo-finlandese. Di questo gruppo fanno parte grandi isole come Bol'šoj Pograničnyj, Kopytin e Kozlinyj o le piccole e vicine (circa 3-4 km a ovest) Malaja Otmel', Talskeri e Chaspari.

6,7 km a est si trova invece Malyj Fiskar e 7 km a sud c'è l'arcipelago Bol'šoj Fiskar.

## Storia
Rjabinnik, come molte altre isole del golfo di Finlandia, passò dall'impero svedese alla Russia imperiale con il trattato di Nystad del 1721.
 Tra il 1920 e il 1940 l'isola è appartenuta alla Finlandia, per poi passare definitivamente alla Russia.